# Zborov (Bardejov)
Zborov es un municipio del distrito de Bardejov en la región de Prešov, Eslovaquia, con una población estimada a final del año 2024 de 3670 habitantes.
Se encuentra ubicado en el centro-norte de la región, cerca del río Topľa (cuenca hidrográfica del río Tisza) y de la frontera con Polonia.

## Demografía
| Año        | 1994 | 2004     | 2014     | 2024    |
| ---------- | ---- | -------- | -------- | ------- |
| Población  | 2424 | 2864     | 3346     | 3670    |
| Diferencia |      | +18,15 % | +16,82 % | +9,68 % |

| Año        | 2023 | 2024    |
| ---------- | ---- | ------- |
| Población  | 3623 | 3670    |
| Diferencia |      | +1,29 % |